# Strzelce Opolskie (gromada)
Strzelce Opolskie – dawna gromada, czyli najmniejsza jednostka podziału terytorialnego Polskiej Rzeczypospolitej Ludowej w latach 1954–1972.
Gromady, z gromadzkimi radami narodowymi (GRN) jako organami władzy najniższego stopnia na wsi, funkcjonowały od reformy reorganizującej administrację wiejską przeprowadzonej jesienią 1954 do momentu ich zniesienia z dniem 1 stycznia 1973, tym samym wypierając organizację gminną w latach 1954–1972.
Gromadę Strzelce Opolskie z siedzibą GRN w mieście Strzelcach Opolskich utworzono 31 grudnia 1961 w powiecie strzeleckim w woj. opolskim z obszarów zniesionych gromad Dziewkowice i Szymiszów (bez wsi Kalinów) w tymże powiecie. Równocześnie do nowo utworzonej gromady Strzelce Opolskie włączono miejscowość Brzeziny z miasta Strzelce Opolskie w tymże powiecie.
7 kwietnia 1972 do gromady Strzelce Opolskie włączono obszar o powierzchni 1352 ha ze Strzelec Opolskich.
Gromada przetrwała do końca 1972 roku, czyli do kolejnej reformy gminnej.  1 stycznia 1973 w powiecie strzeleckim utworzono gminę Strzelce Opolskie.